# Мировые рекорды на дистанции 200 метров вольным стилем у мужчин в 25-метровом бассейне
 Прогресс мировых рекордов на дистанции 200 метров вольным стилем у мужчин в 25-метровом бассейне. В 1902 году был зарегистрирован первый мировой рекорд в плавании на 200 метров вольным стилем в бассейне 50 метров.
В первые четыре Олимпиады соревнования по плаванию проводились не в бассейнах, а на открытой воде (1896- Средиземное море, 1900- река Сена, 1904- искусственное озеро, 1906- Средиземное море). 100-метровый бассейн был построен для Олимпийских игр 1908 года и располагался в центре легкоатлетического овала главного стадиона. Олимпийские игры 1912 года, проходившие в Стокгольмской гавани, положили начало электронному хронометражу.
В 2008 году, в преддверии Олимпийских игр, Speedo представил 50 % полиуретановый костюм, названный LZR . Чистые полиуретановые костюмы от Arena (X-Glide), Adidas (Hydrofoil) и итальянского производителя костюмов, Jaked считались в значительной степени ответственными за многочисленные мировые рекорды в 2009 году, в том числе на чемпионате мира по водным видам спорта 2009 года (получившем название «Plastic Games»).ФИНА объявила о запрете на нетканые костюмы, который вступил в силу в январе 2010 года.
На летних Олимпийских играх 1924 года впервые был использован стандартный 50-метровый бассейн с обозначенными дорожками. В вольном стиле пловцы первоначально стартовали толчком от стенок бассейна, стартовые тумбочки были впервые применены на соревнованиях летних Олимпийских игр 1936 года . Поворот «кувырок» («сальто-поворот») стал официально применяться с 1950.
Обвал мировых рекордов в плавании в 2008/2009 совпал с введением полиуретановых костюмов от Speedo (LZR, 50 % полиуретана) в 2008 году и Arena (X-Glide), Adidas (Hydrofoil) и итальянского производителя плавательных костюмов Jaked (все 100 % полиуретана) в 2009 году. Запрет ФИНА на плавательный костюм из полиуретана вступил в силу в январе 2010 года.;
Прогресс мировых рекордов на дистанции 200 метров вольным стилем у мужчин в 25-метровом бассейне
| Номер | Время    | Имя              | Национальность | Дата            | Соревнование               | Место                        | Прим.         |
| ----- | -------- | ---------------- | -------------- | --------------- | -------------------------- | ---------------------------- | ------------- |
| 1     | 1: 44.50 | Михаэль Гросс    | Германия       | 1 декабря 1981  | Чемпионат Германии         | Бремен, Германия             | [ 3 ]         |
| 2     | 1: 44.14 | Михаэль Гросс    | Германия       | 5 февраля 1988  | Приз Coca-Cola             | Булонь-Бийанкур, Франция     | [ 4 ]         |
| 3     | 1: 43.64 | Джорджо Ламберти | Италия         | 11 февраля 1990 | Кубок мира по плаванию     | Бонн, Германия               | [ 5 ]         |
| 4     | 1: 43.28 | Ян Торп          | Австралия      | 1 апреля 1999   | Чемпионат мира по плаванию | Гонконг, Китай               | [ 6 ]         |
| 5     | 1: 42.54 | Ян Торп          | Австралия      | 17 января 2000  | Кубок мира по плаванию     | Новый Южный Уэльс, Австралия | [ 7 ]         |
| 6     | 1: 41.10 | Ян Торп          | Австралия      | 6 февраля 2000  | Чемпионат мира по плаванию | Берлин, Германия             | [ 8 ]         |
| 7     | 1: 40.83 | Пауль Бидерманн  | Германия       | 16 ноября 2008  | Чемпионат мира по плаванию | Берлин, Германия             | [ 9 ]         |
| 8     | 1: 39.37 | Пауль Бидерманн  | Германия       | 15 ноября 2009  | Чемпионат мира по плаванию | Берлин, Германия             | [ 10 ] [ 11 ] |
| 9     | 1:38.61  | Люк Хобсон       | США            | 15 декабря 2024 | Чемпионат мира             | Будапешт, Венгрия            |               |

Рекорды зафиксированные не в финальных заплывах:
эстафета — э;
полуфинал — ½